# Українське мистецтво
Українське мистецтво — сукупність усіх творів мистецтва, створених за всю історію розвитку України.

## Види
Українське мистецтво поділяється на:
- Живопис
- Графіка
- Скульптура
- Каліграфія
- Театр
- Музика
- Кіно
- Художня література
- Декоративне мистецтво
- Хореографія, танець
- Кіномистецтво
- Фотомистецтво
- Телебачення
- Естрадно-циркове мистецтво

### Українське народне мистецтво
Народне мистецтво України — це пласт української культури, пов'язаний з відтворенням світосприйняття українського народу, його психології, етичних настанов і естетичних прагнень, що охоплює всі види народної творчості, традиційно притаманні Україні: музику, танці, пісні, фольклор, декоративно-ужиткове мистецтво, що розвиваються, як єдиний комплекс, і органічно входять у життя народу протягом усієї його історії.

## Мистецтво у добах

### Українське мистецтво доби готики
Один з найцікавіших періодів історії архітектури України — кінець XIV — перша І половина XV століття. В українські міста прибуває багато поселенців, переважно німців, які принесли в мистецтво, а зокрема в архітектуру, нові стильові форми.
Живописці створювали фрески й вівтарні композиції, але найяскравіше готична живопис втілилась у вітражах, які заповнювали величезні отвори стрілчастих вікон та круглихокон-роз, а верхньому поверсі капел.

### Українське мистецтво доби відродження
Період останньої чверті XVI — перша половина XVII ст. називаюється добою Ренесансу або Відродження.
В цілому для архітектури, образотворчого мистецтва доби Ренесансу в Україні є характерним поширення архітектурних, мистецьких форм італійського, Північного Ренесансу, сприйняття нових надбань європейського мистецтва та їх синтез з традиціями мистецтва Київської Русі та українського народного мистецтва. Нові художні засоби, прийоми були не самоціллю, а засобом для втілення в архітектурних, спорудах, мистецьких образах гуманістичних ідеалів. Художня культура Ренесансу України стала основою для неповторного українського бароко. В добу Ренесансу українська культура в полемічних творах, витворах мистецтва втілила національні духовні цінності, національну ідею і духовно підготувала, створила ту суспільну атмосферу, в якій розгорнулась національно-визвольна війна під проводом Богдана Хмельницького, яка завершилась відновленням Української держави.

### Українське мистецтво доби бароко
Період другої половини 17 — 18 століття називають епохою староукраїнської культури, тобто тієї, що передувала новій, створеній за останні два століття. Мистецтво тієї доби розвивається в стилі бароко, котрий проникає в усі культурні сфери і набуває свого розквіту у 18 столітті як відоме всьому світові «українське бароко».

## Українське радянське мистецтво
Українське радянське мистецтво — це сукупність видатних мистецьких діячів та їхніх творів періоду перебування України у складі СРСР.
Стилі, за якими можна розпізнати мистецький твір тих часів — це монументалізм та соцреалізм. Вони зустрічаються у багатьох видах мистецтва, зокрема літературі, живописі і т. д. Багато культурних споруд складають історичну частину майже всієї України. Бо ж багато з них були спроектовані саме за радянськими зразками. МКІП працює над тим аби захищати українську архітектуру та мистецтво часів ІІ пол. ХХ ст., зокрема за допомогою закону «Проти хаотичної забудови».
Проте, не варто забувати також про пропагандистську політику комуністичної влади, яка впливала в тому числі і на гуманітарну освіту, яке мало радше прагматичні цілі. В цей час владі все, включно з мистецтвом мало служити на користь владі та просувати її наративи. Тому дуже важко є оцінити індивідуальність культурних діячів України, які почасти були змушені творити, закладаючи у свою працю майже однакові посили.
Все ж, політика русифікації в Україні не могла не викликати спротиву. І тими, хто його чинив були українські дисиденти, які не бажали підкорятися тогочасним принципам. Одним із проявів такої діяльності є праця І. Дзюби «Інтернаціоналізм чи русифікація». Детальніший перелік культурних діячів, які зазнали репресій в СРСР, можна переглянути тут: Список українських митців, які зазнали репресій у часи СРСР.
У контексті російсько-української війни постає питання про перейменування вулиць, міст і т. ін. саме через те, що вони найменовані на честь радянських діячів. Проте, до прикладу, Український інститут книги закликає підійти виважено до цієї справи і не відмовлятися від деяких українських діячів, лише з причини належності їх творчості до часо-простору СРСР. Але сам процес позбування радянської спадщини вітається.

## Сучасне українське мистецтво
Сучасне українське мистецтво у своїй ширині й глибині репрезентоване багатьма мистецькими гуртами. Ці гурти, хоч ідуть різними мистецькими шляхами, прямують до одної мети: прагнуть знайти пластичний вислів українського мистецтва, поглибити його формальні цінності і внести їх у скарбницю світового мистецтва.
Сучасне українське мистецтво нерозривно пов'язане із західноєвропейським шляхами свого розвитку і метою. Українське мистецтво через політичне положення українського народу дещо запізнилося у своєму розвитку в часах поневолення царатом, одначе тепер, швидкими кроками, воно надробило все те, що потрібне було для його подальшої еволюції.
Уже імпресіонізм в Україні дав поштовх для творчості таких блискучих майстрів українського мистецтва, як Бурачек, Васильківський, Іжакевич, Дяченко, Замирайло, Жук,Красицький, В. Кричевський, Ф. Кричевський, Левченко, Кульчицький, Мурашко, Маневич, Новаківський, Пимоненко, Сосенко, Самокиш, Холодний, Труш, Шульга, Яремич і багатьох інших. Їх діяльність у малярській практиці і у пропаганді українського мистецтва виставками, статтями, педагогічною роботою поклала основи під сучасну працю наших митців.
У часах діяльності цих митців повстала потреба мистецьких організацій, щоб упланувати і впорядкувати їх працю і надати їй організаційні форми. Такою першою мистецькою організацією було «Товариство Діячів українського мистецтва» у Києві, та аналогічне у Харкові, пізніше й у Львові.
Нове покоління українських митців зовсім змінило мистецьку ситуацію на українських землях. Рамці діяльності їх так розрослися, що виявилася потреба ідеологічних мистецьких організацій у мистецькому розумінні, та поширення їх діяльності у великих розмірах. Темп мистецького життя виявилося у великому його розгоні. Власне, повстає ціла низка таких організацій, що начислюють десятки діяльних членів і своєю різнородною мистецькою діяльністю втягують до зацікавлення мистецтвом широкі верстви української суспільности та несуть досягнення нашого мистецтва далеко поза межі українських земель.
Організацією з суто українськими мистецькими проблемами широкої міри була «Асоціяція Революційних Митців України», яка окрім практики мистецтва європейських напрямків у головнім своїм ядрі обєднувала групу нововізантиністів, що базували свою творчість на добі візантійського мистецтва в Україні.
Досягнення цієї групи дуже значні, а її стилеві шукання лишили глибокий слід в українськім мистецтві та звернули увагу на свою працю зах.-європейського мистецького світу. До цієї групи належали такі митці: Бойчук, Седляр, Падалка, Наліпинська-Бойчук, Азовський, Сахновська, Мізин, Гвоздик, Бизюків і інші, ціла низка передових різьбарів, графіків і мистецтвознавців та критиків.
Українські сезаністи і митці, що працюють у формі західньо — європейської дійсности від експресіонізму до новокласицизму, зорганізовані в «Об'єднання Сучасних Мистців України» до яких, як головні представники належали Таран, Пальмів, Ткаченко, Садиленко, Крамаренко, Жданко й інші.
Близькою до обох цих організацій у мистецькому розумінні є «Асоціяція Незалежних Українських Митців» на західно-українських землях з такими митцями: Андрієнко, Бутович, Грищенко, Глущенко, Гординський, Дольницька, Ємець, Ковжун, Осіньчук, Лятуринська, Музика, Сельський і інші.
Численна Група митців, що основує свою творчість на українськім народнім мистецтві в широкім розумінні цього слова, до яких примикають ще й імпресіоністи об'єднані були в «Асоціації Червоних Митців України» з такими іменами як Ф. Кричевський, Михайлів, Новосельський, Шовкуненко, Жук, Трохименко, Козик, Коровчинський, Іванів, Сиротенко й інші.
Ці головні і провідні мистецькі організації з широкою програмою своєї діяльності, що включають в себе активний мистецький елемент усіх ділянок мистецтва та мистецької публіцистики доповнює ціла низка менших організацій, що в тій або іншій формі поширювали рямки мистецтва.
З них «Об'єднання Молодих Митців України», «Жовтень», «Українське Мистецьке Об'єднання», «Спокій», чи Празька або Паризька ґрупа наших митців хоч нових ідей не вносять в українське мистецтво, одначе розширюють його практику.

## Галерея

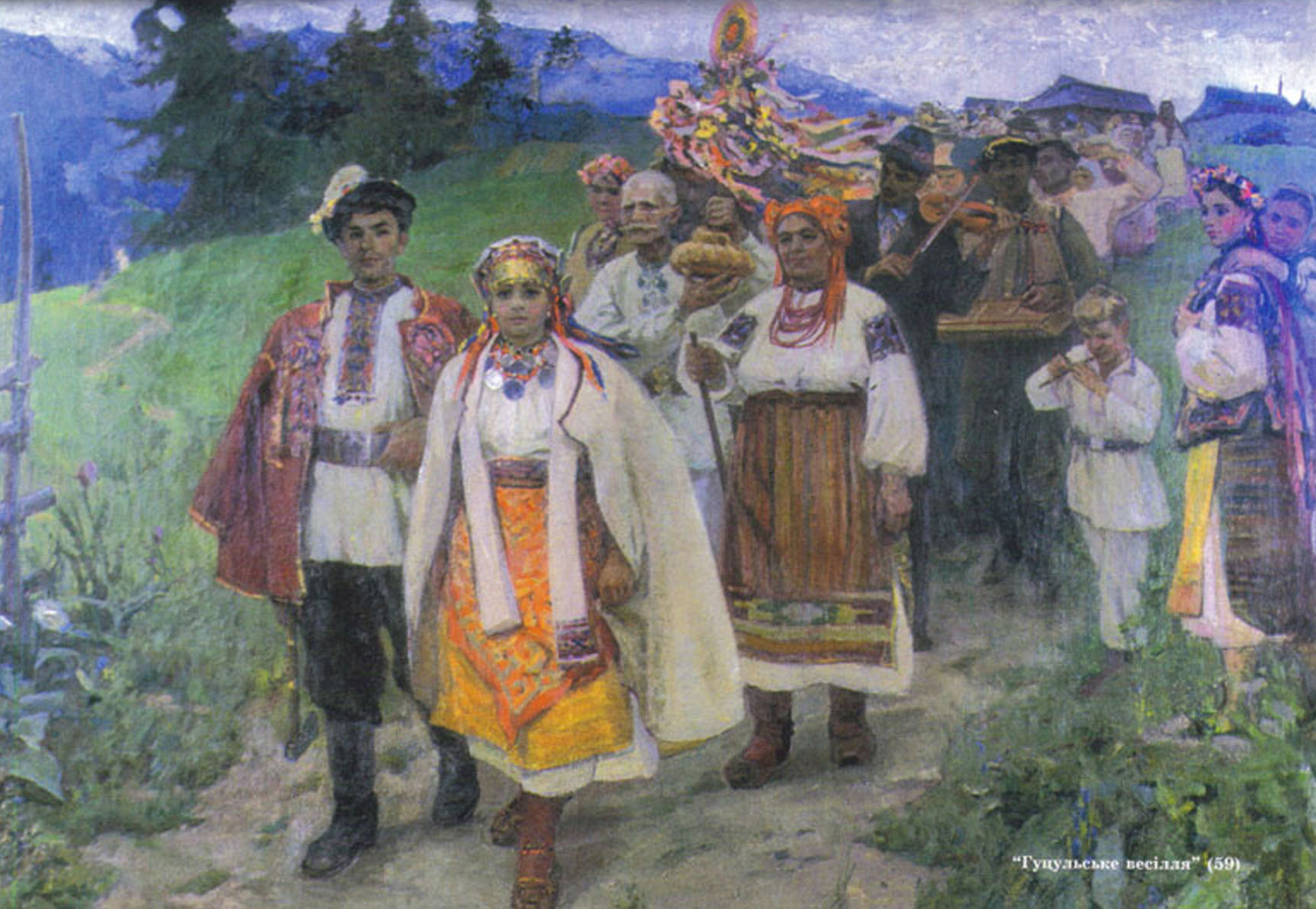
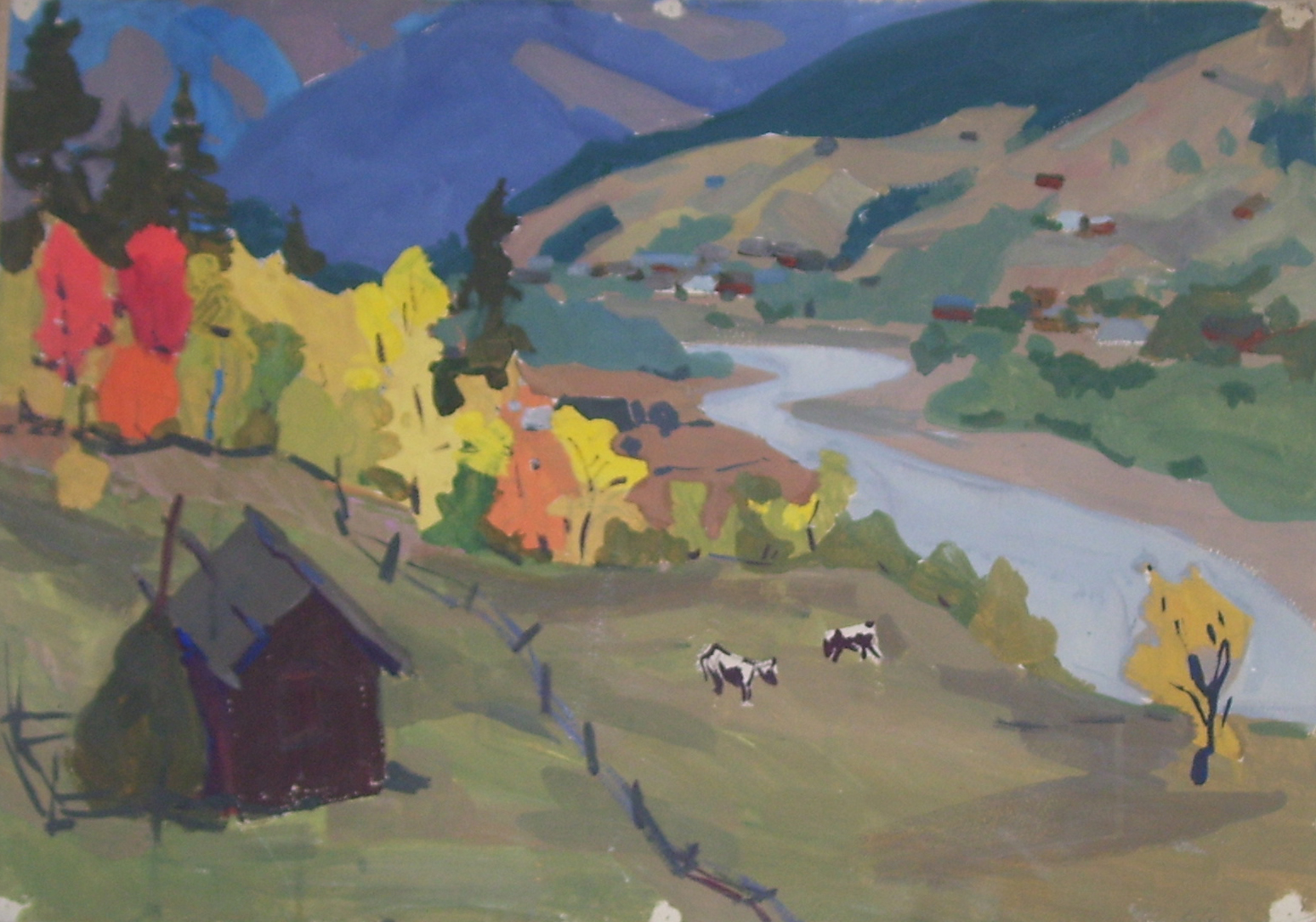
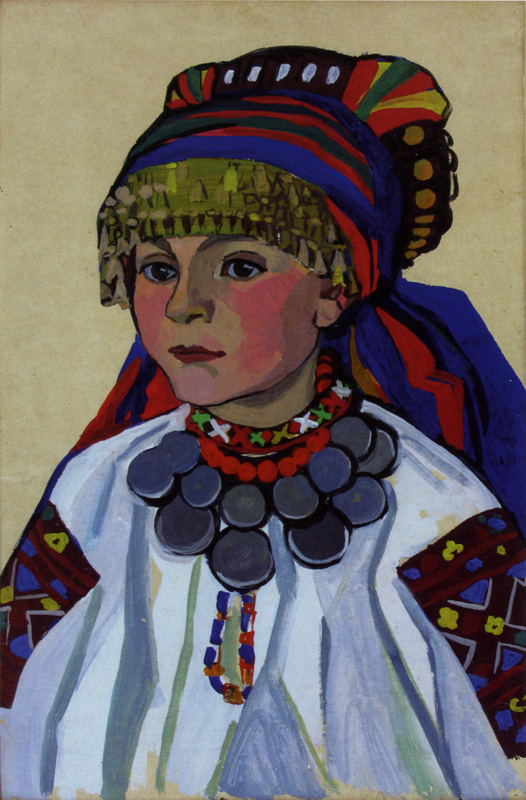